# Cueva de Novi Afón
Las Cuevas de Novi Afón (en abjaso: Афон Ҿыцтәи аҳаҧы; en georgiano:  ახალი ათონის მღვიმე; en ruso: Новоафонская пещера, también Novoafónskaya peschera, Cueva de Nuevo Athos, o Cuevas de Nuevo Afón) es una cueva kárstica en la Montaña de Iveria, Abjasia, Georgia cerca de la ciudad de Novi Afón. Es una de las cuevas más grandes del mundo con un volumen aproximado de 1.000.000 de m³.
La cueva en las Montañas de Iveria fue conocida desde la antigüedad, conocida como «el pozo sin fondo». Fue explorada en 1961 por Zurab Tintilózov (Зураб Тинтилозов), Arsén Okrodzhanashvili (Арсен Окроджанашвили), Borís Guerguedava (Борис Гергедава) y Guivi Smyr (Гиви Смыр). 
Desde 1975, es una atracción turística en Abjasia, accesible con su propio metro. Está constituida por 9 cuevas mayores.

## Enlaces externos

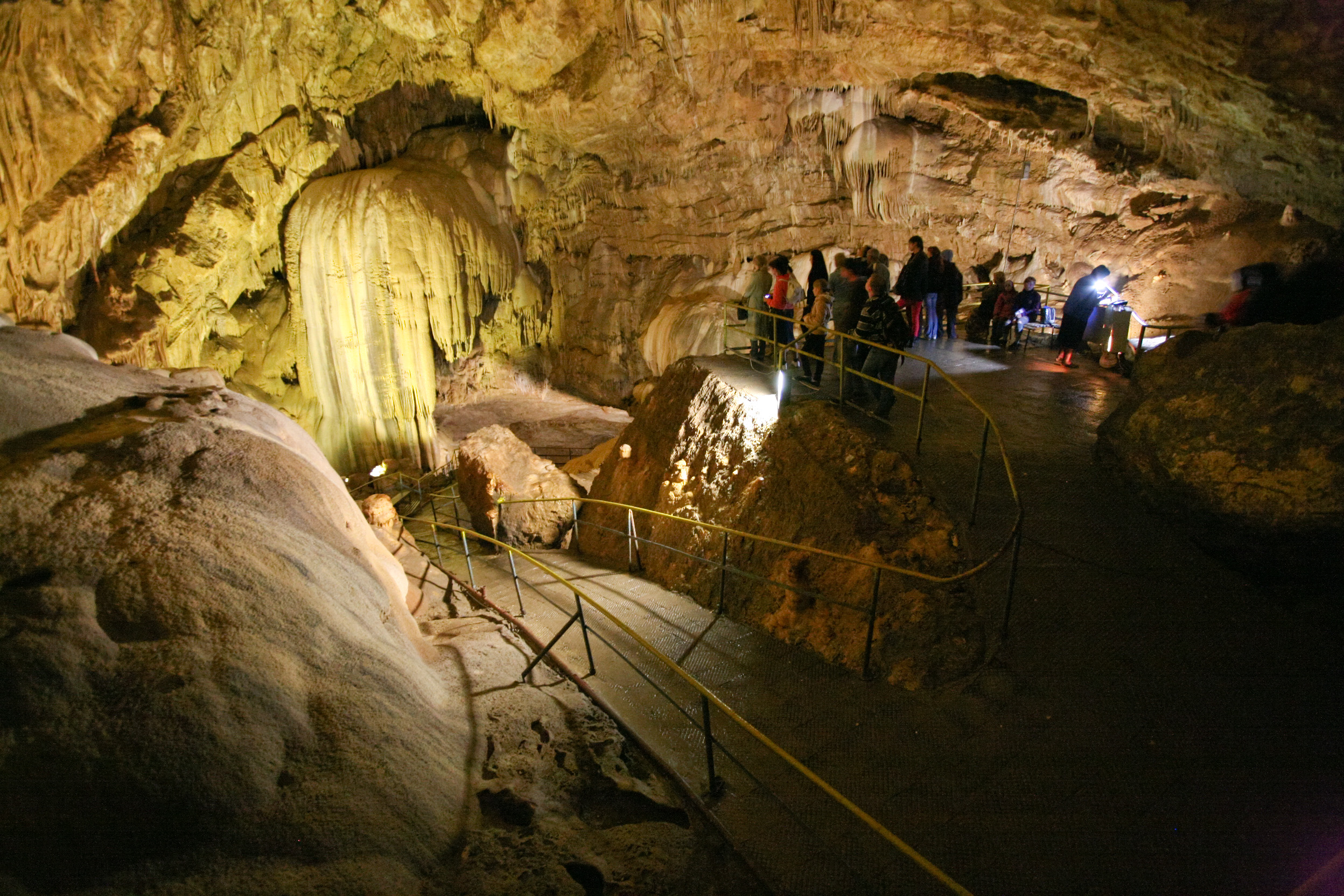
Sala Gruta de helictita. Catarata de piedra Apsný.

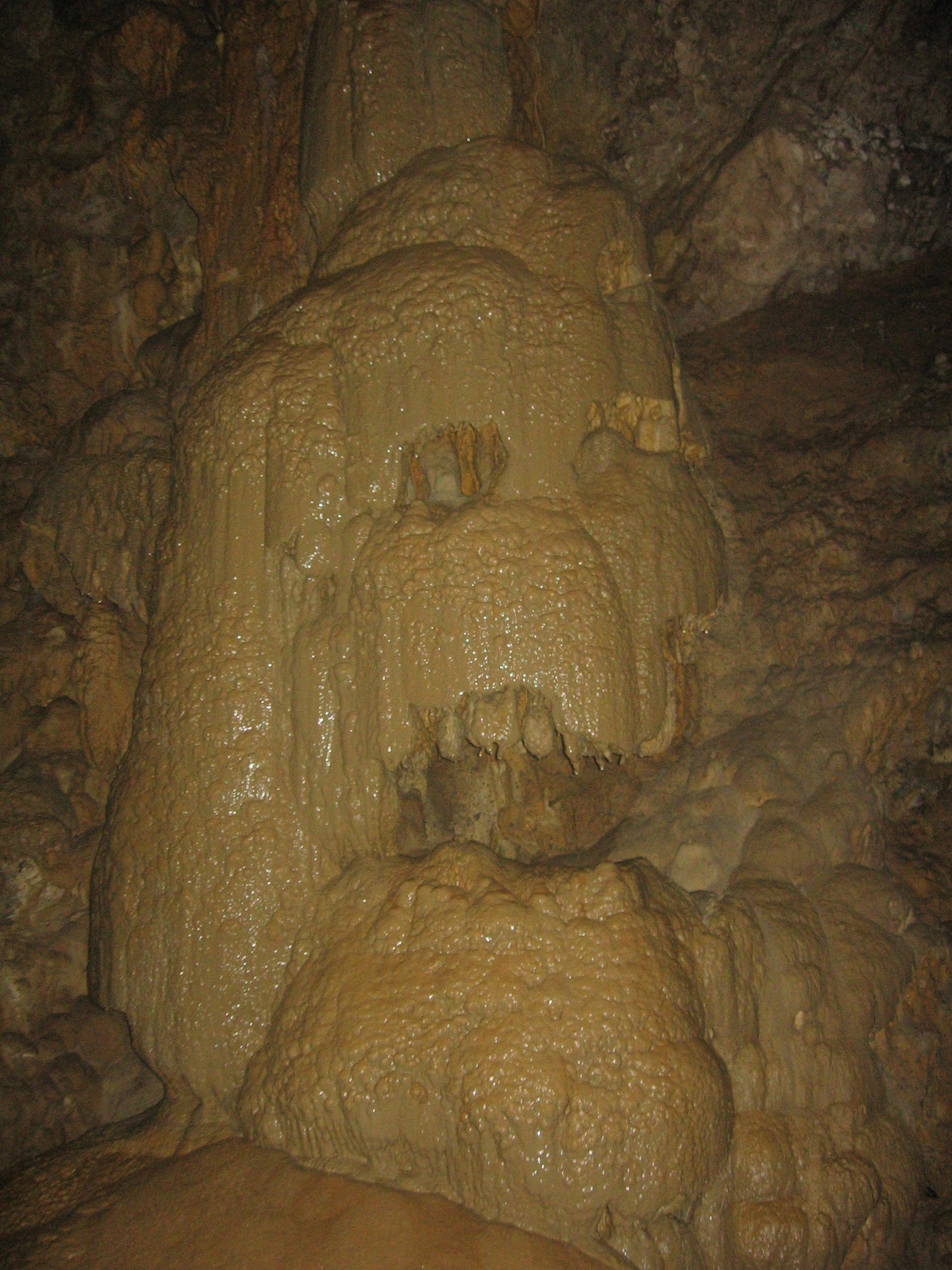
El cráneo.